# جان كلود غارنو
جان كلود غارنو هو لاعب هوكي الجليد كندي، ولد في 10 أكتوبر 1943 في Sainte-Foy, Quebec City ‏ في كندا.

## وصلات خارجية
- جان كلود غارنو على موقع EliteProspects.com (الإنجليزية)
- جان كلود غارنو على موقع HockeyDB.com (الإنجليزية)